# Rénitello
La race de bovin Rénitelo a été créée pour satisfaire à la demande en viande et en bétail de trait à Madagascar. Il est possible de retrouver de la documentation sous le vocable de Renitelo.
Exclusive à Madagascar, cette race se retrouve principalement dans la région de l'Itasy à Kianjasoa. En 1989 elle était déjà considérée comme menacée d'extinction. Les données la concernant sont issues de la Liste mondiale sous surveillance pour la diversité des animaux domestiques (World Watch List For Domestic Animal Diversity).
Cette race créée en 1930 est composé d'un croisement triple de 25 % de Limousine, 48 % d'Africander et de 27 % de zébu malgache.
Les animaux sont de couleur rouge/acajou souvent plus pâle à l'abdomen et près du mufle. Les mâles adultes atteignent un poids moyens de 750 kg et les femelles 425 kg. La race est relativement rustique mais un peu sensible aux streptocoques. Ce sont des animaux  forts et dociles au travail. En 1989 il n'y avait que quelques centaines de bovins Rénitello élevés au Centre de recherches zootechnique et fourragère de Kianjasoa.

## Performances
La production laitière de cette race est d'environ 600 kg de lait par lactation. Les mâles atteignent 350 kg en 30 mois. Ces bovins démontrent une facilité de vêlage au premier veau meilleure que le zébu.

## Sensibilité
Cette race de bovin montre une sensibilité à la dermatophilose, une maladie de peau connue précédemment sous le nom de streptotricose. Cette maladie causé par Dermatophilus congolensis est une des menaces majeures chez le bovin Renitello. Un allèle du gène MHC presque toujours associé chez les autres races bovines à l'hypersensibilité à cette maladie a également été trouvé chez la race Renitello. Ces résultats semblent suggérer que cette caractéristique peut être utilisé dans un programme de croisement pour cette race.